# Тройное сочленение Буве

Модель морского дна вокруг тройного сочленения Буве

Тройно́е сочлене́ние Буве́ — соединение трёх тектонических плит, расположенных на морском дне в южной части Атлантического океана. Названо по острову Буве (назван по первооткрывателю — французу Жан-Батисту Буве де Лозье), который находится в 275 километрах к востоку.
Представляет собой место стыковки Южно-Американской, Африканской и Антарктической плит. Тройное соединение Буве относится к типу R-R-R, то есть три границы плит, которые встречаются здесь, являются срединно-океаническими хребтами: Срединно-Атлантический хребет, Западно-Индийский хребет и Американо-Антарктический хребет.